# Comendador Levy Gasparian
Comendador Levy Gasparian là một đô thị thuộc bang Rio de Janeiro, Brasil. Đô thị này có diện tích 107,266 km², dân số năm 2007 là 8551 người, mật độ 79,7 người/km².